# Хонджи, Дариус
Дариус Хонджи (фр. Darius Khondji, перс. داریوش خنجی‎, 21 октября 1955, Тегеран) — французский кинооператор иранского происхождения.

## Биография
Его отец — иранец, мать — француженка. В детском возрасте был привезён родителями во Францию. Ещё подростком начал снимать любительские фильмы. Учился в Лос-Анджелесе и Нью-Йорке. Наставниками Хонджи в этот формативный период стали Йонас Мекас и Хайг Манукян (в своё время наставник Мартина Скорсезе). В 1981 вернулся во Францию, работал помощником оператора, снимал рекламные и музыкальные ролики, снял несколько короткометражных лент с Лоранс Феррейра Барбоза, Режин Шопино и др.
Привлёк внимание его дебют в малобюджетном чёрно-белом фильме Франсуа-Жака Осана «Сокровище собачьих островов» (1990), интервью с оператором опубликовал знаменитый журнал Cahiers du cinéma. Следующая работа, в фильме «Деликатесы» (1991), сделала Хонджи широко известным, он был номинирован на соискание премии «Сезар».

## Творчество
С тех пор он работал со многими крупными режиссёрами Европы и США. Снимал клипы для Мадонны, фирмы Nissan и др.

## Избранная фильмография
- Деликатесы (1991, Жан-Пьер Жене, Марк Каро)
- Город потерянных детей (1995, Жан-Пьер Жене, Марк Каро, номинация на премию «Сезар» за лучшую операторскую работу)
- Семь (1995, Дэвид Финчер, премия Ассоциации Чикагских кинокритиков за лучшую операторскую работу)
- Ускользающая красота (1996, Бернардо Бертолуччи)
- Эвита (1996, Алан Паркер, номинации на «Оскар» и BAFTA за операторскую работу)
- Чужой: Воскрешение (1997, Жан-Пьер Жене)
- Сновидения (1999, Нил Джордан)
- Девятые врата (1999, Роман Полански)
- Пляж (2000, Дэнни Бойл)
- Комната страха (2002, Дэвид Финчер)
- Tooba (2002, Ширин Нешат, короткометражный)
- Кое-что ещё (2003, Вуди Аллен)
- Уимблдон (2004, Ричард Лонкрейн)
- Переводчица (2005, Сидни Поллак)
- Мои черничные ночи (2006, Вонг Карвай)
- Забавные игры (2006, Михаэль Ханеке)
- Руины (2008, Картер Смит)
- Шери (2009, Стивен Фрирз)
- Полночь в Париже (2011, Вуди Аллен)
- Любовь (2012, Михаэль Ханеке)
- Римские приключения (2012, Вуди Аллен)
- Роковая страсть (2013, Джеймс Грэй)
- Кастелло-Кавальканти (2013, Уэс Андерсон)
- Магия лунного света (2014, Вуди Аллен)
- Иррациональный человек (2015, Вуди Аллен)
- Затерянный город Z (2016, Джеймс Грэй)
- Окча (2017, Пон Чжун Хо)
- Слишком стар, чтобы умереть молодым (2019, Рефн, Николас Виндинг)
- Неогранённые драгоценности (2019, братья Сафди)
- Время Армагеддона (2022, Джеймс Грэй)
- Бардо (2022, Алехандро Гонсалес Иньярриту)
- Микки 17 (2025, Пон Джун Хо)
- Марти Суприм (2025, Джош Сафди)
- Эддингтон (2025, Ари Астер)